# Водяне (заказник)
Водяне — ландшафтний заказник місцевого значення. Об'єкт розташований на території Більмацького району Запорізької області, 2 км на південний схід від села Титове.
Площа — 37 га, статус отриманий у 1998 році.